# Ludwig Mehlhorn
Ludwig Mehlhorn (Bernsbach, 5 de janeiro de 1950 — Berlim, 3 de maio de 2011) foi um matemático alemão.

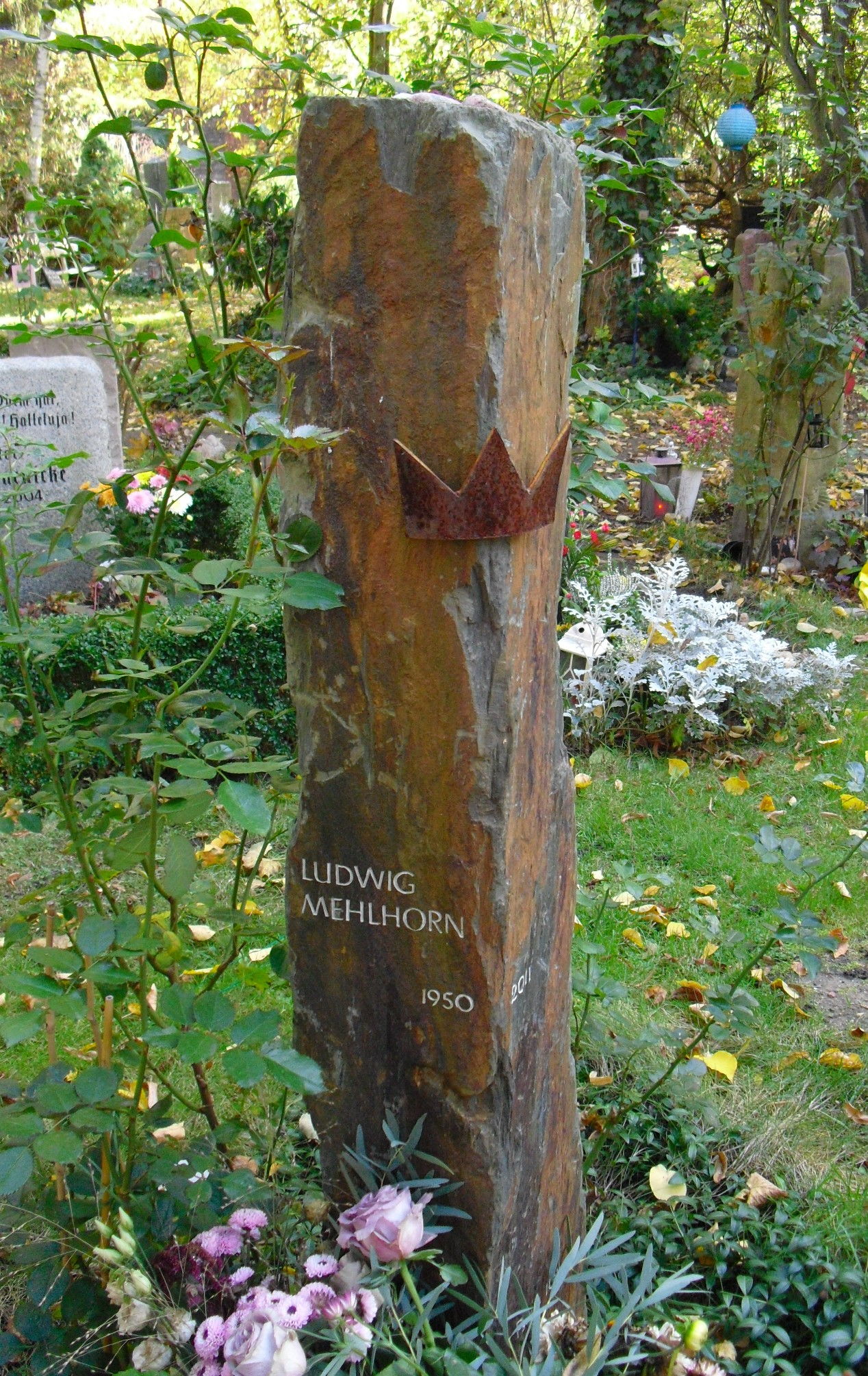
Sepultura no Neuer Friedhof St. Marien-St. Nikolai em Berlim